# Lex Ursonensis
La Lex Ursonensis est le texte de fondation de la colonia Iulia Genetiva, actuelle Urso près d'Osuna, province de Séville, dans le sud de l'Espagne. Une copie a été transcrite en bronze sous la dynastie des Flaviens, dont on a découvert les fragments en 1870-1871. Le texte de loi original comprenait neuf tablettes de trois ou cinq colonnes de texte chacune et comportait plus de 140 sections (rubricae) ; dont seules quatre tablettes sont conservées, comportant les sections 61-82, 91-106 et 123-134. L'inscription est conservée de nos jours au Musée archéologique national de Madrid.
Il s'agit du règlement municipal attribué à la colonie d'Urso lors de sa fondation sous Jules César. La lex Ursonensis constitue l'un des principaux documents nous permettant de saisir l'organisation politique des colonies romaines.

## Sources
- (en) Cet article est partiellement ou en totalité issu de l’article de Wikipédia en anglais intitulé « Lex Ursonensis » (voir la liste des auteurs).